# Казале (Месина)
Казале је насеље у Италији у округу Месина, региону Сицилија.
Према процени из 2011. у насељу је живело 140 становника. Насеље се налази на надморској висини од 415 м.